# Bokaro
Bokaro là một thị trấn thống kê (census town) của quận Bokaro thuộc bang Jharkhand, Ấn Độ.

## Địa lý
Bokaro có vị trí 23°47′B 85°58′Đ / 23,78°B 85,97°Đ Nó có độ cao trung bình là 234 mét (767 foot).

## Nhân khẩu
Theo điều tra dân số năm 2001 của Ấn Độ, Bokaro có dân số 36.419 người. Phái nam chiếm 54% tổng số dân và phái nữ chiếm 46%. Bokaro có tỷ lệ 67% biết đọc biết viết, cao hơn tỷ lệ trung bình toàn quốc là 59,5%: tỷ lệ cho phái nam là 75%, và tỷ lệ cho phái nữ là 58%. Tại Bokaro, 14% dân số nhỏ hơn 6 tuổi.